# Портела ди Маре
Портела ди Маре је насеље у Италији у округу Палермо, региону Сицилија.
Према процени из 2011. у насељу је живело 4707 становника. Насеље се налази на надморској висини од 81 м.